# Віннікова Людмила Григорівна
Віннікова Людмила Григорівна (нар. 20 липня 1943, Степанаван, Вірменія) — український фахівець у галузі технології переробки тваринної сировини, доктор технічних наук, професор, Заслужений діяч науки і техніки України, Лауреат Державної премії України в галузі науки і техніки.

## Наукова діяльність
У 1965 році закінчила Одеський інститут харчової та холодильної промисловості за спеціальністю «інженер-технолог молочної промисловості». У цьому ж навчальному закладі залишилася працювати, займаючи посади від інженера галузевої лабораторії кафедри консервування до професора.
У 1973 році захистила дисертацію на здобуття наукового ступеня кандидата, а у 1992 році — доктора технічних наук. У 1994 році отримала вчене звання професора. У 1995 р. обрана дійсним членом Нью-Йоркської академії.
З 1992 року очолює кафедру технології м'яса, риби і морепродуктів Одеської національної академії харчових технологій (до 2011 року — технології м'яса і м'ясних продуктів).
Наукові інтереси пов'язані з розробленням наукових основ технології переробки тваринної сировини. Віннікова Людмила Григорівна — авторка концепції взаємодії розчинних і нерозчинних полісахаридів з білками тваринного походження. Запропонувала модель процесу структуроутворення у м'ясо-рослинних сумішах, що стала теоретичною основою для створення нових видів харчових продуктів.
Підготувала 16 кандидатів технічних наук.
Автор та співавтор понад 400 наукових робіт, у тому числі 6 підручників і навчальних посібників, понад 40 авторських свідоцтв та патентів.

## Відзнаки та нагороди
- Державна премія України в галузі науки і техніки (2002).
- Заслужений діяч науки і техніки України (2004).
- Відмінник освіти України (2007).

У 2007 році нагороджена «Знаком пошани» Міністерства аграрної політики України, у 2012 — грамотою Верховної Ради України за заслуги перед Українським народом, у 2013 — почесною грамотою Одеської обласної державної адміністрації.